# Stanisławka (Puławy)
Pour les articles homonymes, voir Stanisławka.
Stanisławka (prononciation [staniˈswafka]) est un village de la gmina de Wąwolnica du powiat de Puławy dans la voïvodie de Lublin, situé dans l'est de la Pologne.

## Histoire
De 1975 à 1998, le village est attaché administrativement à l'ancienne voïvodie de Lublin.

Depuis 1999, il fait partie de la nouvelle voïvodie de Lublin.